# 4012-es busz
A 4012-es jelzésű autóbuszvonal Eger és Cserépváralja között húzódó helyközi vonal, amelyet a Volánbusz Zrt. üzemeltet munkanapokon, Noszvaj és Tard érintésével.

## Útvonala
Eger autóbusz-állomásról indul. A megyeszékhelyet az Egri vár, a Gárdonyi ház, a 87-es vasútvonalon található Egervár megállóhely és a Vécsey-völgy felé hagyja el. Félig-meddig gyorsjáratú jellege miatt a települések közti megállókat egész úton nem érinti, első település Noszvaj. Északkeleti irányban halad tovább, a borsodi Bogács következik. A gyógyfürdőjét is érintve alsó megállóhelyéig elközlekedik, majd egy egysávos, névtelen útvonalon gázol át Tard községbe. A falu központját is kiszolgálja, majd a vonal végállomására, Cserépváraljára érkezik.
Ellentétes irányban útvonala változatlan.

## Közlekedése
Munkanapon egy pár közlekedik a hevesi nagyváros és a borsodi falu között.
| Viszonylat                                  | Indításszám | Közlekedési rend |
| ------------------------------------------- | ----------- | ---------------- |
| Eger, aut. áll. – Cserépváralja, aut. ford. | 1 pár       | munkanapokon     |

## Megállóhelyei
| 0  | Eger, autóbusz-állomás végállomás          | 0.0 km  | 2, 2A, 4, 5, 5A, 6, 7, 7A, 11, 12, 14, 14E, 16, 17, 112, 914 1049, 1050, 1051, 1053, 1054, 1343, 1344, 1346, 1347, 1348, 1349, 1351, 1352, 1362, 1380, 1383, 1426, 1427, 1428, 1447, 1466, 1468, 1517 3400, 3402, 3403, 3405, 3406, 3407, 3408, 3409, 3410, 3411, 3412, 3414, 3415, 3416, 3417, 3418, 3419, 3420, 3423, 3424, 3426, 3430, 3431, 3432, 3433, 3434, 3435, 3440, 3441, 3442, 3443, 3444, 3445, 3446, 3448, 3450, 3455, 3456, 3457, 3458, 3462, 3469, 3470, 3471, 3472, 3473, 3474, 3476, 3479, 3480, 3481, 3482, 3483, 3484, 3488, 3604, 3660, 3667, 4014, 4015, 4157 |
| 1  | Eger, egyetem                              | 0.6 km  | 4, 5, 5A, 6, 16, 914 3405, 3406, 3407, 3415, 3416, 3417, 3418 |
| 2  | Eger, uszoda (↓) Eger, Szarvas tér (↑)     | 1.2 km  | 4, 5, 5A, 6, 16, 914 3405, 3406, 3407, 3415, 3416, 3417, 3418 |
| 3  | Eger, Gárdonyi ház                         | 2.2 km  | 3A 3407, 3415, 3416, 3417, 3418 |
| 4  | Eger, Egervár vasúti megállóhely           | 2.5 km  | 3A, 7, 7A, 17 3407, 3415, 3416, 3417, 3418 személyvonat – Egervár [87.] |
| 5  | Eger, Vécsey-völgy                         | 3.5 km  | 3A, 7, 7A, 17 3407, 3415, 3416, 3417, 3418 |
| 6  | Eger, Lovastanya                           | 4.6 km  | 3407, 3415, 3416, 3417, 3418 |
| 7  | Noszvaj, síkfőkúti elágazás                | 11.2 km | 3407, 3415, 3416, 3417, 3418 |
| 8  | Noszvaj, Kossuth út 83.                    | 12.2 km | 3407, 3415, 3416, 3417, 3418 |
| 9  | Noszvaj, faluközpont                       | 12.7 km | 3407, 3415, 3416, 3417, 3418 |
| 10 | Noszvaj, Deák Ferenc út 77.                | 13.5 km | 3407, 3416, 3417 |
| 11 | Bogács, gyógyfürdő                         | 18.2 km | 3407, 3416, 3417, 3746 |
| 12 | Bogács, autóbusz-váróterem                 | 18.9 km | 3407, 3416, 3417, 3746, 4023 |
| 13 | Bogács, alsó                               | 19.7 km | 3407, 3416, 3417, 3746, 4023 |
| 14 | Bogács, autóbusz-váróterem                 | 20.5 km | 3407, 3416, 3417, 3746, 4023 |
| 15 | Tard, szeretetotthon                       | 24.8 km | 4001 |
| 16 | Tard, Béke utca 234.                       | 25.3 km | 4001 |
| 17 | Tard, Béke utca 327.                       | 26.2 km | 4001 |
| 18 | Tard, italbolt                             | 26.9 km | 4001 |
| 19 | Tard, iskola                               | 27.9 km | 4001 |
| 20 | Tard, italbolt                             | 28.9 km | 4001 |
| 21 | Tard, Béke utca 327.                       | 29.6 km | 4001 |
| 22 | Tard, Béke utca 234.                       | 30.5 km | 4001 |
| 23 | Tard, szeretetotthon                       | 31.0 km | 4001 |
| 24 | Tard, erdészlak                            | 32.8 km | 4001 |
| 25 | Cserépváralja, kultúrház                   | 35.5 km | 4001 |
| 26 | Cserépváralja, autóbusz-forduló végállomás | 36.3 km | 4001 |